# Comuna Manja, Sărata
Manja (în ucraineană Міняйлівка, transliterat: Mineailivka) este o comună în raionul Sărata, regiunea Odesa, Ucraina, formată din satele Anești și Manja (reședința).

## Demografie
Componența lingvistică a comunei Manja
     Română (97,82%)
     Rusă (1,33%)
     Alte limbi (0,75%)
Conform recensământului din 2001, majoritatea populației comunei Manja era vorbitoare de română (97,82%), existând în minoritate și vorbitori de rusă (1,33%).